# Dans la tête du tueur
Dans la tête du tueur (Brasil: Na Mente do Assassino ) é um telefilme belga-francês de 2004 dirigido por Claude-Michel Rome, baseado no livro homônimo de Jean-François Abgrall.

## Enredo
Em 1989, uma enfermeira é encontrada morta, esfaqueada. Jean-François Abgrall gendarme em Brest, é o responsável para elucidar este crime. Suas investigações o leva a Francis Heaulme (Thierry Frémont), um suspeito que foi nas proximidades onde o crime ocorreu.

## Elenco
- Bernard Giraudeau como Jean-François Abgrall
- Thierry Frémont como  Francis Heaulme
- Valérie Leboutte como  Emmanuelle Forrest
- Pierre Laplace como  Yann Bernard
- Bertrand Farge como  comandante de Dovaumont
- Stéphane Debac como  Jérémie Nordais
- Virginie Ledieu como  Amandine
- Pierre-Marie Escourrou como Le Floc'h
- Jean-Philippe Puymartin como  major Rouvier
- Pierre Boulanger como  Kévin
- Stéphane Höhn como  juiz Kervalec
- Stefan Elbaum como  cientista judicial

## Audiência
O filme foi originalmente exibido na França em 10 de março de 2005 e obteve uma audiência estimada em 10 milhões de espectadores e 42,9% de share, tornando-se o programa mais visto do horário nobre da televisão francesa naquela noite.